# Мусеев, Сергей Зинятович
Сергей Зинятович Мусеев (25 июля 1960 — 25 августа 2010, автотрасса Москва—Симферополь, Херсонская область, Украина) — украинский государственный деятель. Начальник Харьковского метрополитена (2006—2010).

## Биография

### Образование
- Донецкий государственный университет
- Национальный технический университет «Харьковский политехнический институт»
- Академик Инженерной академии Украины по специальности «Коммуникации (транспортные системы)»

### Карьера
После окончания университета работал в АО "Концерн «АВЭК и Ко». Затем в 2006 году перешёл на работу в Харьковский метрополитен и уже в апреле 2006 года был назначен начальником Харьковского метрополитена.
В январе 2008 года был отстранён от работы, но в августе 2008 решением Верховного Суда Украины Сергей Мусеев был восстановлен в должности начальника ГП «Харьковский метрополитен», и в ноябре вновь вступил в должность. Так же одновременно являлся Председателем Ленинской районной Харьковской организации Партии регионов.
Погиб в ДТП 25 августа 2010 года. Авария произошла на территории Херсонской области (Мусеев следовал в отпуск в Крым), погиб также замначальника ХКП «Горэлектротранс» Евгений Ли, ехавший в одном автомобиле с Сергеем Мусеевым.
В результате нарушения ПДД находившимся за рулем Мусеевым его «Mercedes S600» во время обгона с превышением скорости на встречной полосе лоб в лоб столкнулся с автомобилем «Hyundai». Все находившиеся в «Мерседесе» погибли подушки безопасности не сработали. Находившиеся в другом автомобиле трое людей (семья, возвращавшаяся из отпуска) попали в больницу.
Похоронен на Втором городском кладбище Харькова по ул. Пушкинской 27 августа.

### Награды
- Почётный работник транспорта Украины,
- Почётная грамота Кабинета министров Украины
- Орден «За высокий профессионализм»
- Орден «Лидер отрасли»,
- Благодарность Министерства транспорта и связи Украины
- Орден Святого Николая Чудотворца І степени,
- Почётный знак отличия Харьковского областного совета «Слобожанская слава»